# ヴイナス戦記 (ゲーム)
『ヴイナス戦記』（ヴイナスせんき）は、バリエから発売されたファミリーコンピュータ用ゲームソフト。

## 概要
1989年10月14日に発売。アニメ映画『ヴイナス戦記』（1989年）を題材としたキャラクターゲームである。
マップ上において自軍キャラと敵軍キャラをターンで交互にマス上で動かす。キャラ同士が接触するとシューティング画面で戦闘が行われる（トレーラーはオート処理）。トレーラーに隣接するバイクは敵軍ターン終了後にヴァイタリティやミサイルやエネルギーが回復する。
15ステージ存在する。自軍のバイク又はトレーラーが全滅になるか、50ターンを超えるか、民間人エリア（トラック又は難民キャンプ）に敵軍キャラに入られるとゲームオーバーになる。
敵キャラを倒していくとポイントが加算されていき、一定のポイントを超えるとレベルが上がりVITALITYが上昇する。レベルは8まで上がる。

## ストーリー
21世紀初頭。金星は小惑星との「大衝突（グレート・バンプ）」によって環境が激変し、人類の生活可能な惑星となっていた。金星の植民が開始されて金星は強大な軍事力を誇る“イシュタル”と肥沃な国土に恵まれた“アフロディア”の二大自治州に別れたが、半世紀過ぎた頃には次第に対立を深めていた。
イシュタルはタコ戦車という強力な兵器を配備。イシュタルは強力な軍事によってアフロディアの首都であるイオシティを強襲し、占領する。首都を奪われたアフロディアは、戦闘バイク部隊“ハウンド”を結成。イオシティを奪還すべく立ち上がった。

## 登場人物

### アフロディア
ハウンド
- ヒロ　QUICK:210　ENERGY:28　MOVE:5　MISSILE:8　ATTACK:12　DEFENSE:9
- ミランダ　QUICK:160　ENERGY:26　MOVE:5　MISSILE:6　ATTACK:8　DEFENSE:10
- カーツ　QUICK:250　ENERGY:32　MOVE:6　MISSILE:7　ATTACK:12　DEFENSE:10
- サイトー　QUICK:120　ENERGY:40　MOVE:5　MISSILE:6　ATTACK:8　DEFENSE:8
- クリス　QUICK:200　ENERGY:24　MOVE:6　MISSILE:6　ATTACK:10　DEFENSE:9
- ウィル　QUICK:170　ENERGY:22　MOVE:6　MISSILE:7　ATTACK:9　DEFENSE:8
- ジェフ　QUICK:160　ENERGY:20　MOVE:4　MISSILE:10　ATTACK:9　DEFENSE:6
- マヌエル　QUICK:190　ENERGY:30　MOVE:5　MISSILE:6　ATTACK:8　DEFENSE:9

トレーラー
- MARY
- HANAKO

### イシュタル
通常兵器
- アルカトラル
- バトラー
- パルチQ
- クイーン・ラン
- ガジェ
- ガンズ
- コマンダー・S
- ジュダス
- ガジェV2
- キュルゥ・VX
- メタリカゥ
- キャルウェイ
- ソギャラ
- サチュード
- N・ガジェ
- メイディーン
- ヴェーグ
- カサラ
- イーダイゴ
- メタボール
- アーマン・R
- クローD5
- サヴァズ
- ハル・BOO

タコ戦車
- アドミラルA1
- アドミラルA2
- アドミラルG1
- アドミラルZ3
- ドナー

## スタッフ
- 企画：GEN、CREATIVE HOUSE、OZZYMAN
- プログラマー：春名弘、MESSIAH、MITUKI CHAN
- グラフィック・デザイン：HYONHYON MARU、IIYAN MARU
- サウンド：METLDON（橋本正樹）、Q.MIKMO

## 評価
ゲーム誌『ファミコン通信」の「クロスレビュー」では合計21点（満40点）、『ファミリーコンピュータMagazine』の読者投票による「ゲーム通信簿」での評価は以下の通りとなっており、18.80点（満30点）となっている。同誌1991年5月10日号特別付録の「ファミコンロムカセット オールカタログ」では、「戦闘がシューティングになっているちょっと変わったシミュレーション。キャラのレベルアップもあり、いろいろ盛り込んだゲームだ」と紹介されている。
| 項目 | キャラクタ | 音楽 | 操作性 | 熱中度 | お買得度 | オリジナリティ | 総合  |
| 得点 | 3.39       | 3.04 | 3.15   | 3.19   | 2.96     | 3.07           | 18.80 |